# حسن شهريار
حسن شهريار (25 أبريل 1946 - 10 أبريل 2021) صحفي من بنجلاديش وكاتب عمود ومحلل سياسي.

## النشأة والوظيفة
ولد شهريار في 25 أبريل 1946 في سنامجانج، إحدى مقاطعات منطقة سيلهيت الكبرى.
عمل شهريار كمحرر تنفيذي لصحيفة اتفاق اليومية. وكان أول محرر لصحيفة ديلي صن ورئيس تحرير صحيفة ديلي بيبولز فيو التي تتخذ من تشيتاغونغ مقراً لها. كان مراسل بنغلاديش لمجلة نيوزويك الإخبارية الدولية، وخليج تايمز في دبي، وديلي ديكان هيرالد الهندية، وذا إنديان إكسبرس، وذا آسيان إيدج، ومورنينغ نيوز الباكستانية، وفجر وإينينغ ستار.
قبل استقلال بنغلاديش عام 1971، عمل كمراسل في كراتشي باكستان.
حصل على زمالة هاري بريتان المرموقة من قبل اتحاد صحافة الكومنولث في عام 1978. تضمنت الدورة التي استمرت خمسة أشهر تدريبًا على الصحافة المتقدمة، والتعلق بصحيفة تيلغراف البريطانية وإليزابيث هاوس من جامعة أكسفورد.
كتب شهريار الذي كان يُعرف بمحلل شؤون جنوب آسيا، عددًا لا يحصى من التقارير المتعمقة والتحليلية حول سياسات الهند وباكستان ونيبال وسريلانكا. أجرى مقابلات مع شخصيات من بينها رئيس الوزراء الهندي إنديرا غاندي، بي في ناراسيمها راو، وتشاندرا سيخار، والزعيم الكشميري الشيخ عبد الله. الزعماء الباكستانيون ذو الفقار علي بوتو وضياء الحق وبينظير بوتو ونواز شريف، الزعيم الكمبودي الأمير نورودوم سيهانوك، ورئيس الوزراء الياباني توشيكي كايفو، والحائزة على جائزة نوبل الأم تيريزا ولاعب الكريكيت عمران خان.
كان شهريار الرئيس الفخري الدولي لجمعية صحفيي الكومنولث ومقرها تورونتو. كان أول صحفي من منطقة آسيا والمحيط الهادئ يتم انتخابه رئيسًا لهذه المنظمة في عام 2003. وأعيد انتخابه في عام 2008 وتقاعد في عام 2012. شغل منصب نائب رئيس صحفي الكومنولث من 1997 إلى 2003. وانتخب أيضًا رئيسًا لنادي الصحافة الوطني في بنغلاديش، ورابطة المراسلين في الخارج في بنغلاديش ورابطة نادي الصحافة في جنوب آسيا ورابطة صحفيي الكومنولث فرع بنغلاديش.
قام شهريار بتغطية العديد من الفعاليات الوطنية والدولية، وحضر ندوات في الداخل والخارج. مثل بنغلاديش في العديد من المنتديات، بما في ذلك الجمعية العامة للأمم المتحدة ومؤتمر وزراء خارجية منظمة التعاون الإسلامي في صنعاء اليمن.
كان أيضًا مدرسًا غير متفرغ في معهد الصحافة في بنغلاديش، ووكالة ميزات شبكة الأخبار، ومبادرة تنمية الإدارة والموارد في دكا، وجمعية البيئة والتنمية البشرية دكا، وناري سانغباديك كندرا، والعديد من المنظمات الأخرى.
كان معد أسئلة وممتحنًا في قسم الصحافة والاتصال الجماهيري بجامعة دكا.